# بهاء الدين بن النحاس
أبو عبد الله محمد بن إبراهيم بن محمد بن أبي نصر بن النحاس الحَلَبِي المَصرِي (627هـ - 698هـ)، غلبت شهرة لقبه بهاء الدين على اسمه الأصلي. وهو نحويٌّ من العصر المملوكي، يعود أصله إلى مدينة حلب، ولكنَّه استقرَّ في مصر، يعُدَّه المُؤَرِّخون من رجال مدرسة النحوية في مصر وبلاد الشام.

## حياته
تعود أصوله إلى مدينة حلب السورية، التي ولِدَ فيها في سنة 627 من التقويم الهجري، غير أنَّه اشتهر في مصر في عهد المماليك، وفي هذا العصر نشطت الدراسات النَّحوية بشدَّة، وكان لبهاء الدين نصيباً منها. كان والده هو معلِّمه الأوَّل، حيث لقَّن ابنه كتاب «الجعديات» في الحديث، ثُمَّ تتلمذ لدى شيوخ وعلماء حلب، وكان أقربهم وأكثرهم مصاحبةً له ابن عمرون، وقرأ عليه كتاب الإيضاح للفارسي وجزء من كتاب سيبويه، وتتلمذ بهاء الدين عند النحوي الأندلسي الشهير ابن مالك عند إقامته في الشام، وأخذ كتاب سيبويه عن أبي القاسم بن أحمد الأندلسي، وسمِعَ ديوان المتنبي وسقط الزند لأبي العلاء المعري من ابن خلف الأنصاري وابن رواحة الحموي وأبو الحسين بن إبراهيم الكوراني، وأخذ مسند عبد حميد من ابن اللتي، والقراءات من الكمال الضرير. بعد أن استولى المغول على مدينة حلب، هاجر بهاء الدين إلى مصر في سنة 685هـ بعد أن قضى ما يقارب الثلاثين عاماً في حلب، وفي مصر جلس في مجالس العلماء والشيوخ حتى بلغ مكانة علميَّة رفيعة جعلته إمام العربية في مصر، حتى قال عنه ابن جابر: «إمام الأدب، وحجة العرب، وشيخ الديار المصرية في اللغة العربية»، وتصدَّر بعد ذلك للتدريس في جامع ابن طولون والقبة المنصورية والجامع الأقمر، واجتمع حوله عدد من الطلاب، وصلنا من أسمائهم ثمانية عشر طالباً، ومن أشهر تلامذته أبو حيَّان النحوي الأندلسي الذي قدم مصر وجلس عنده، وأخذ أبو حيان عن بهاء الدين كتاب سيبويه والإيضاح والتكملة لأبي علي الفارسي والمفصل والحماسة وديوان حبيب وديوان المتنبي وديوان أبي العلاء المعري. امتاز بهاء الدين بحدَّة الذكاء، وكان متفقها في عدد من العلوم، فقام بتدريس النحو والقراءات والحديث، وكان له باع في المنطق. على الرغم من مكانته العلمية الرفيعة فقد عُرِفَ عنه التواضع، ويكثر العلماء والطلاب من مصاحبته لطرافته وحُسن أخلاقه، وكان دؤوبٌ في سعيه لطرح حلول لمشكلات مجتمعه، وعُرِفَ عنه الورع والتقوى، وكان متديناً للغاية على المذهب الشافعي، لا يُحِبُّ الخوض في المسائل العقائديَّة الخلافيَّة، وتُروى عنه مواقف طريفة منها أنَّه لا يأكُل العنب، وعندما سُئِل عن ذلك أجاب: «لأنِّي أحبّه فآثرت أن يكون نصيبي منه في الجنَّة». تُوفِّي بهاء الدين بن النحاس في سنة 698 من التقويم الهجري بالقاهرة في مسكنه في المدرسة القطبية، ودُفِنَ في القرافة بالقرب من تربة الملك المنصور لاجين، واختلف المؤرِّخون حول تاريخ وفاته الدقيق، فمنهم من يقول أنَّ وفاته كانت في السابع من جمادى الأوَّل وغيرهم يذهب إلى أنَّه تُوفِّي في السابع من جمادى الآخر.
وفي «فوات الوفيات» يذكر ابن شاكر في ترجمة محمد بن رضوان قصيدة عن بهاء الدين بن النحاس، يكتبها محمد بن رضوان وهو في الصعيد ويرسلها إلى بهاء الدين في القاهرة يُعبِّر فيها عن شوقه إليه، اشتهرت هذه القصيدة بعد أن ضمَّنها ابن هشام الأنصاري في كتبه، يقول فيها:
ويُروى عن ابن الصائغ أنَّه سمع بهاء الدين ينشد هذه الأبيات بنفسه:
وله قصيدة أخرى يقول فيها:

## مؤلفاته
له المؤلفات التالية:
- «الإفادة».
- «التعليقة على مقرَّب ابن عصفور»
- «ديوان على نحو قلائد العقيان واليتيمة الخريدة».
- «شرح قصيدة الأفعال لمحاسن الشواء الحلبي»
- «شرح ديوان امرئ القيس» (يُسَمَّى أيضًا «التعليقة»، غير مكتمل، وهذا الكتاب مشكوك في صحة نسبه إلى بهاء الدين بن النحاس، وهناك من ينسبه إلى أبي جعفر النحاس).